# FIFA Junior Tournament 1953
La Sesta edizione del FIFA Junior Tournament si è svolta in Belgio nel 1953 dal 31 marzo al 6 aprile, con la partecipazione delle rappresentative di sedici paesi.
L'Argentina è stata la prima squadra non europea ad entrare.

## Squadre
Al torneo hanno aderito le seguenti squadre:
| Squadra              |
| -------------------- |
| Argentina (Invitata) |
| Austria              |
| Belgio (Ospitante)   |
| Inghilterra          |
| Francia              |
| Germania Ovest       |
| Ungheria             |
| Lussemburgo          |
| Paesi Bassi          |
| Irlanda del Nord     |
| Irlanda              |
| Saar                 |
| Spagna               |
| Svizzera             |
| Turchia              |
| Jugoslavia           |

## Primo turno
| 31 marzo 1953 | Inghilterra | 2 – 0 | Belgio |  |

| 31 marzo 1953 | Germania Ovest | 3 – 2 | Argentina |  |

| 31 marzo 1953 | Ungheria | 4 – 0 | Svizzera |  |

| 31 marzo 1953 | Irlanda | 1 – 0 | Paesi Bassi |  |

| 31 marzo 1953 | Lussemburgo | 4 – 3 | Austria |  |

| 31 marzo 1953 | Spagna | 5 – 0 | Saar |  |

| 31 marzo 1953 | Turchia | 1 – 0 | Francia |  |

| 31 marzo 1953 | Jugoslavia | 5 – 1 | Irlanda del Nord |  |

## Quarti di finale

### Posizione dalla 9ª alla 16ª
| 2 aprile 1953 | Francia | 2 – 1 | Austria |  |

| 2 aprile 1953 | Paesi Bassi | 2 – 1 | Svizzera |  |

| 2 aprile 1953 | Belgio | 4 – 3 | Irlanda del Nord |  |

| 2 aprile 1953 | Argentina | 7 – 0 | Saar |  |

### Posizione dalla 1ª alla 8ª
| 2 aprile 1953 | Ungheria | 4 – 0 | Irlanda |  |

| 2 aprile 1953 | Spagna | 5 – 1 | Germania Ovest |  |

| 2 aprile 1953 | Tunisia | 3 – 0 | Lussemburgo |  |

| 2 aprile 1953 | Jugoslavia | 1 – 1 | Inghilterra |  |

## Semifinali

### Posizione dalla 13ª alla 16ª
| 4 aprile 1953 | Svizzera | 3 – 1 | Austria |  |

| 4 aprile 1953 | Saar | 6 – 5 | Irlanda del Nord |  |

### Posizione dalla 9ª alla 12ª
| 4 aprile 1953 | Paesi Bassi | 3 – 0 | Francia |  |

| 4 aprile 1953 | Argentina | 4 – 1 | Belgio |  |

### Posizione dalla 5ª alla 8ª
| 4 aprile 1953 | Inghilterra | 3 – 1 | Germania Ovest |  |

| 4 aprile 1953 | Irlanda | 3 – 2 | Lussemburgo |  |

### Posizione dalla 1ª alla 4ª
| 4 aprile 1953 | Ungheria | 2 – 0 | Turchia |  |

| 4 aprile 1953 | Jugoslavia | 3 – 1 | Spagna |  |

## Finali

### Partita per il 15º posto
| 5 aprile 1953 | Irlanda del Nord | 2 – 1 | Austria |  |

### Partita per il 13º posto
| 5 aprile 1953 | Svizzera | 2 – 2 | Saar |  |

### Partita per il 11º posto
| 5 aprile 1953 | Belgio | 4 – 3 | Francia |  |

### Partita per il 9º posto
| 5 aprile 1953 | Argentina | 3 – 1 | Paesi Bassi |  |

### Partita per il 7º posto
| 5 aprile 1953 | Lussemburgo | 3 – 2 | Germania Ovest |  |

### Partita per il 5º posto
| 5 aprile 1953 | Inghilterra | 2 – 0 | Irlanda |  |

### Partita per il 3º posto
| 6 aprile 1953 | Turchia | 3 – 2 | Spagna |  |

## Finale
| 6 aprile 1953 | Ungheria | 2 – 0 | Jugoslavia |  |